# Königliche Salzbergwerke Wieliczka und Bochnia
Die Königlichen Salzbergwerke Wieliczka und Bochnia sind eine von der UNESCO gelistete Stätte des Weltkulturerbes in Polen. Die Welterbestätte umfasst die Salzbergwerke von Wieliczka und Bochnia sowie das Salzgrafenschloss Wieliczka.

## Lage
Die Salzbergwerke befinden sich am Fuße der Karpaten auf dem Gebiet der Städte Wieliczka (deutsch Groß Salze) und Bochnia (deutsch Salzberg) in der Woiwodschaft Kleinpolen, wenige Kilometer südöstlich von Krakau.

## Geologie
Die beiden Bergwerke liegen regionalgeologisch im südlichen Randbereich des nördlichen Vorlandbeckens der polnischen Karpaten. Das dort aufgeschlossene Steinsalz ist Teil einer Schichtenfolge, die in diesem Vorlandbecken während des mittleren Miozäns (Badenium) abgelagert wurde, während der Spätphase der Bildung der Karpaten (vgl. → Paratethys). Diese Abfolge wird vom Liegenden zum Hangenden gegliedert in Skawina-Schichten, Wieliczka-Schichten und Chodenice-Schichten. Das Steinsalz ist in der chloridischen Fazies der Wieliczka-Schichten enthalten, die nur in Oberschlesien und lokal am Südrand des Vorlandbeckens ausgebildet ist, während im übrigen Teil des Beckens vorwiegend die sulfatische Fazies verbreitet ist. Skawina- und Chodenice-Schichten umfassen mergelige Ton- und Siltsteine bzw. mergelige sandige Tonsteine, in die jeweils Dolomitsteinlagen eingeschaltet sind. Innerhalb der chloridischen Fazies der Wieliczka-Schichten können vier bis fünf Eindampfungszyklen unterschieden werden, mit teils anhydritischen und/oder siltigen Tonsteinen an der Basis und Steinsalz im obersten Teil. Kalisalze sind im polnischen Teil des Karpaten-Vorlandbeckens jedoch nicht entwickelt. Die mittelmiozäne Abfolge wurde am Südrand des Beckens im späten Miozän von den tektonischen Bewegungen erfasst, die mit der Bildung der Karpaten einhergingen, und sowohl gefaltet als auch auf den ungefalteten (autochthonen) Teil des Vorlandbeckens nach Norden überschoben.

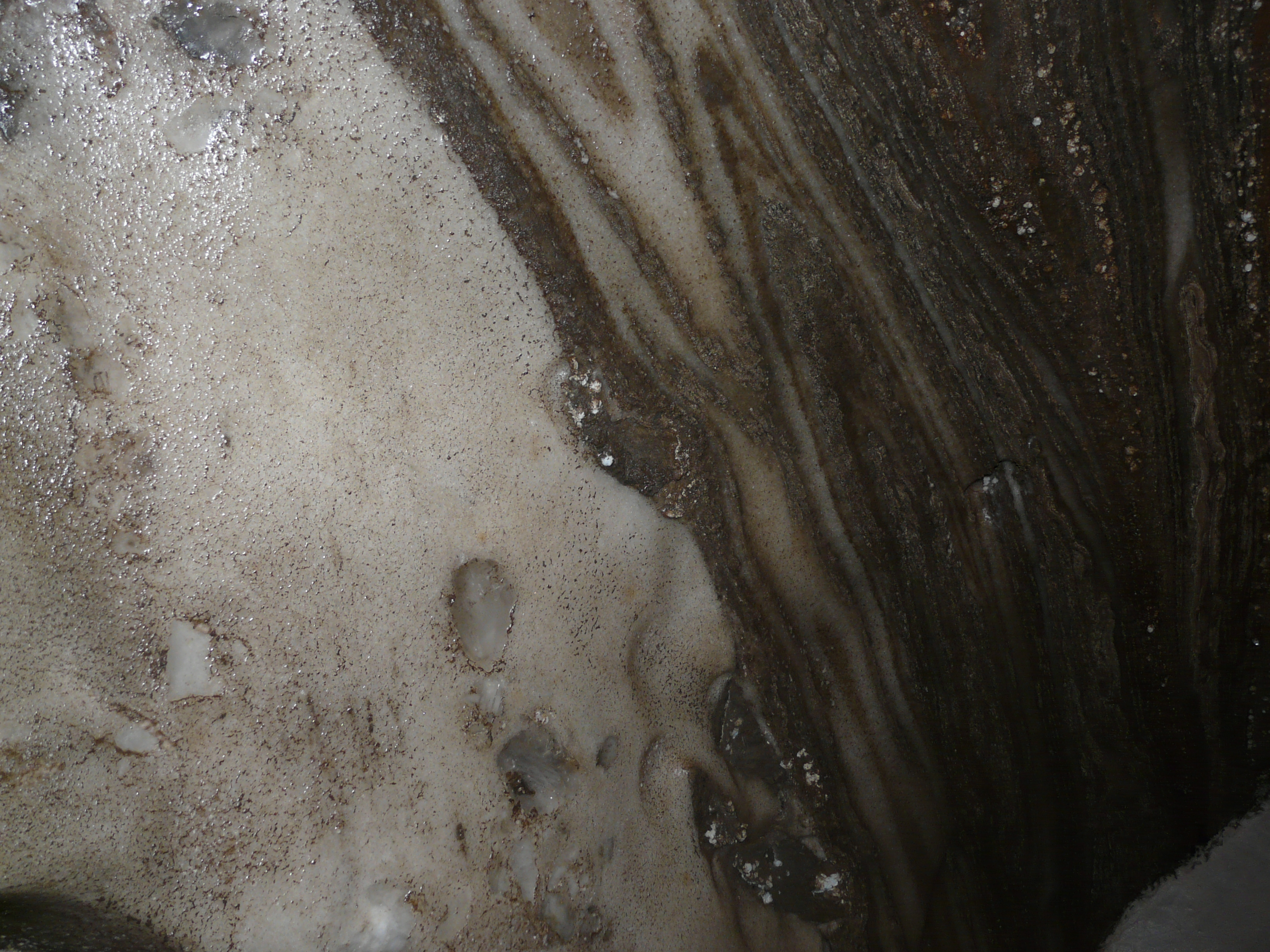
Sehr eng gefaltete Salzschichten (rechts) im Bergwerk Bochina

Das Bergwerk Bochnia befindet sich in einer annähernd aufrechten Antiklinalstruktur, die im Kern, das heißt im Liegenden der Skawina-Schichten, aus kreidezeitlich-paläogenem Flysch aufgebaut ist. Die Salzschichten zeigen in Bochnia eine enge Faltung, wobei die Falten teilweise stark zerschert sind. Der ergiebigste Abschnitt der Lagerstätte erstreckt sich in 200 bis 450 m Teufe bzw. zwischen der ersten und der zehnten Sohle des Bergwerkes.
Im Bereich des Bergwerks Wieliczka ist der geologische Bau deutlich anders. Dort wird eine brekziöse Einheit mit bis zu 150 m großen Blöcken aus grobkörnigem Steinsalz („Grünes Salz“), eingebettet in „Salzton“ (polnisch zuber) im oberen von einer geschichteten Einheit im unteren Teil der Lagerstätte unterschieden. Die „Megabrekzie“ wird von einigen Autoren als das Ergebnis von großen Rutschungen an einem tektonisch aktiven Beckenrand (Olisthostrome) interpretiert. Die geschichtete Einheit ist intern durch intensive Faltung und durch Überschiebungen gekennzeichnet. Nach Süden verzahnt sich die Lagerstätte tektonisch mit Karpaten-Flysch. Die bis in eine Teufe von 425 m reichende Lagerstätte ist auf neun Sohlen von 64 bis 327 m Teufe aufgeschlossen.

## Geschichte

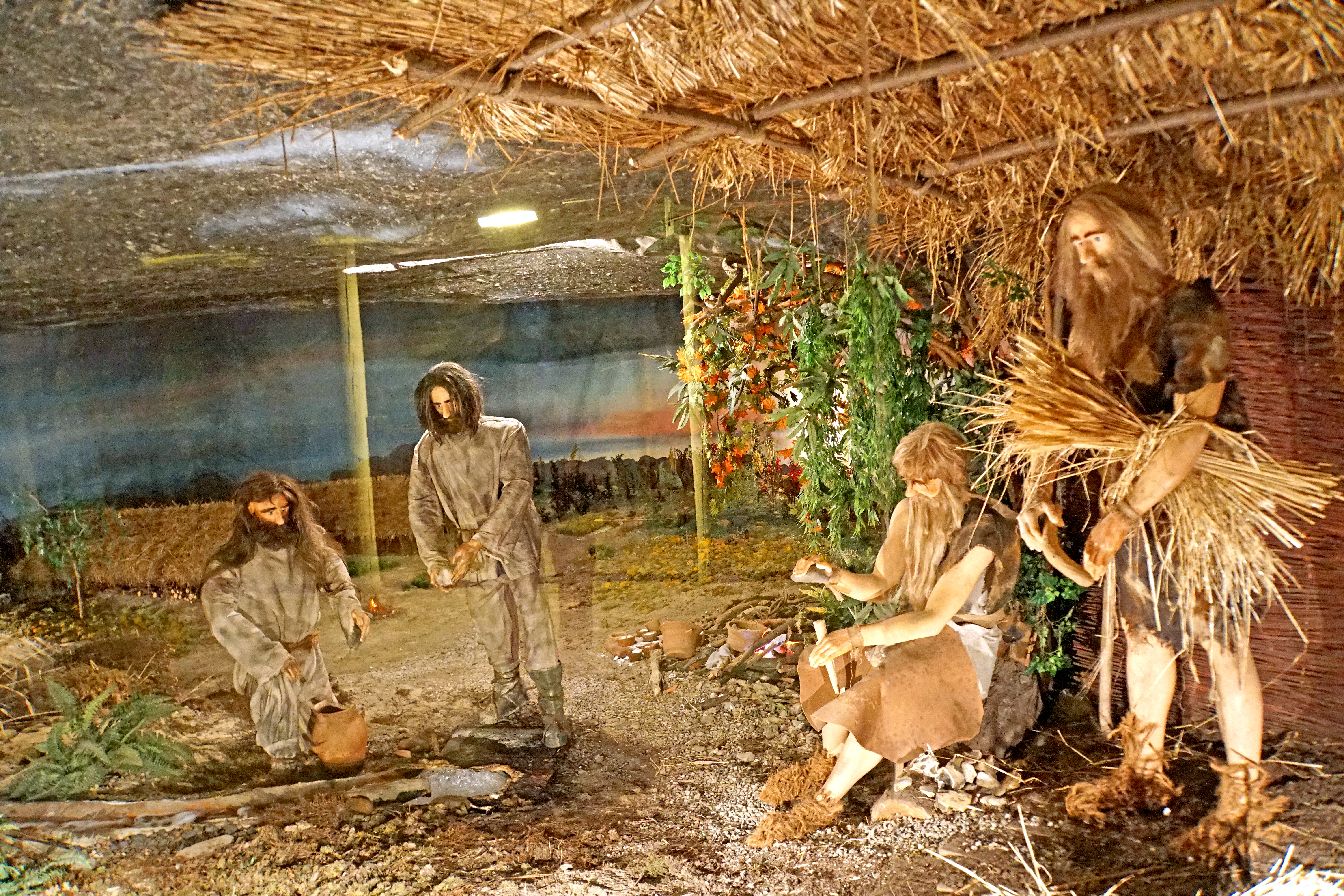
Salzgewinnung in der Jungsteinzeit

Archäologische Zeugnisse belegen, dass in der Region Wieliczka vom Neolithikum bis zur Bronzezeit und später im 1. Jahrhundert v. Chr. Salz durch das Sieden von Sole gewonnen wurde, die durch Quellen an die Oberfläche gelangte.
Über die Geschichte des Salzabbaus im ersten Jahrtausend ist nur wenig bekannt, die lokale Bevölkerung scheint aber die Siedetechnik fortgeführt zu haben. Um 1100 fingen die Solequellen an zu versiegen, und als im 13. Jahrhundert entdeckt wurde, dass das Salz aus unterirdischen Lagerstätten stammt, fanden erste Versuche zur direkten Gewinnung des Steinsalzes statt.
Die Schwierigkeit, wasserdichte Schächte zu graben und der Wunsch, die Salzproduktion zu kontrollieren, führten zu einer Intervention der Feudalherren und später des Großherzogs von Polen, Bolesław V. Dieser beorderte die Zisterzienser, die technischen Probleme zu lösen und die 1249 gegründeten herzoglichen Bergwerke zu betreiben. Dem Herrscher wurde das ausschließliche Recht zur Gewinnung des Salzes eingeräumt.

Karte des Salzbergwerkes Wieliczka, 1645

Unter der Obhut der Herzöge und später der Könige von Polen wurde der Bergbau Ende des 14. Jahrhunderts unter dem Namen Krakauer Salinen intensiviert. Das Schloss Wieliczka wurde zum Verwaltungszentrum und für die Vermarktung des Salzes ausgebaut. Dem Direktor wurde ein hoher Rang in der Hierarchie der königlichen Macht eingeräumt.
Ursprünglich wurden die Minen ausschließlich in Handarbeit betrieben. Seit dem 15. Jahrhundert wurden Tiere für bestimmte Aufgaben eingesetzt, zum Beispiel in Pferdemühlen zum vertikalen Heben. Noch viele andere Mechanismen wurden verwendet, um das in große zylindrische Blöcke geschnittene Steinsalz an die Oberfläche zu befördern.

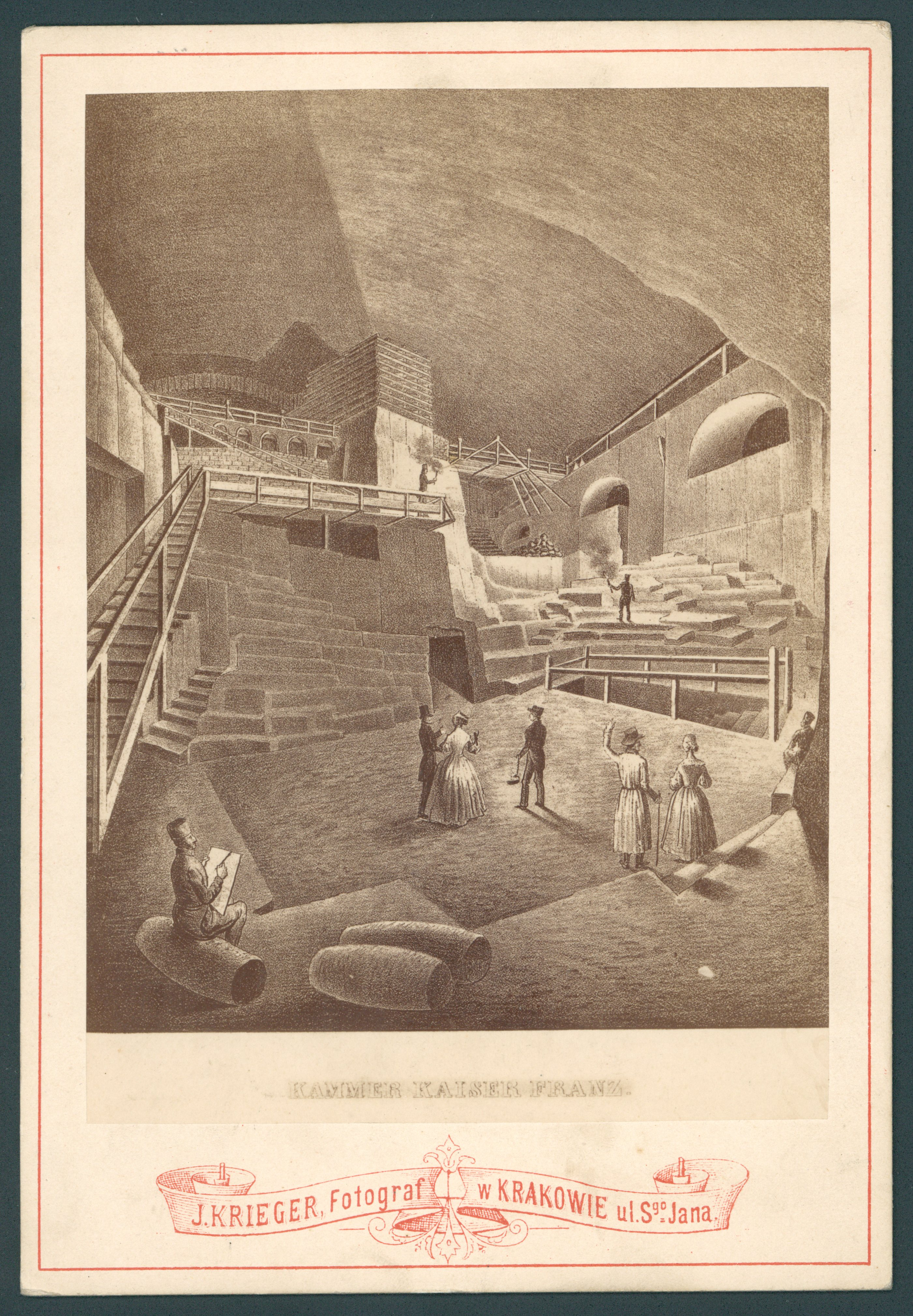
Kaiser-Franz-Kammer im Bergwerk Wieliczka, 1886

Bis ca. 1500 waren die beiden Standorte Bochnia und Wieliczka von ähnlicher Größe, danach überholte Wieliczka Bochnia. Die Blütezeit der Krakauer Salinen dauerte bis Mitte des 17. Jahrhunderts, als 2000 Bergleute rund 30.000 Tonnen Salz im Jahr förderten. Das Salz wurde in ganz Polen, Schlesien, Böhmen, Mähren und Ungarn verkauft. Damals waren die Salinen das größte Unternehmen in Polen und eines der größten in Europa.
1772 kam die Region unter österreichische Herrschaft. Die einheitliche Leitung der beiden Standorte wurde beibehalten, die Salinen bildeten bis 1867 ein Staatsunternehmen. Nach 1867 wurden die beiden Minen unabhängig voneinander verwaltet, jedoch unter Kontrolle derselben regionalen Behörde. Die wirtschaftliche Bedeutung der Bergwerke war für Österreich sehr groß. Anfang des 19. Jahrhunderts wurde eine unterirdische touristische Route eingerichtet. Die Kaiser Österreichs und Russlands besuchten die Minen, auch Salzbäder wurden in Wieliczka eingerichtet. Angetrieben durch die Innovationen der industriellen Revolution und die Entwicklung der Bergbautechnik stieg die Produktion und lag bis 1900 bei über 140.000 Tonnen pro Jahr.
Im Laufe des 20. Jahrhunderts veränderten sich die wirtschaftlichen Bedingungen durch die Konkurrenz des Meersalzes, das leicht per Schiff und Bahn eingeführt werden konnte. Das Steinsalz musste in größeren Tiefen abgebaut werden, und die Kosten stiegen in die Höhe. Nach dem Zweiten Weltkrieg schlossen Bergwerke in weiten Teilen Europas, und 1964 wurde auch der Standort Wieliczka geschlossen, wenig später der Standort Bochnia.
1971 wurden die unterirdischen Anlagen in Wieliczka in die polnische Liste des nationalen Erbes aufgenommen, 1981 folgte Bochnia. Wieliczka und Bochnia waren sowohl vor als auch nach der Schließung des Bergbaubetriebs touristische Standorte. In den 1970er Jahren besuchten jährlich rund 700.000 Menschen die Minen, heute sind es rund eine Million.

## Beschreibung
Die Steinsalzbergwerke Wieliczka und Bochnia sind seit dem 13. Jahrhundert in Betrieb und die ältesten ihrer Art in Europa. Auf mehreren Sohlen erstrecken sich hunderte Kilometer lange Stollen mit zahlreichen Abbaukammern. Die Kammern wurden in unterirdische Kapellen, Lagerräume und diverse andere Räume umgewandelt, in denen Altäre und Statuen aus dem Steinsalz geformt wurden. Oberirdisch wird die Anlage durch das Salzgrafenschloss vervollständigt, von dem aus die Minen verwaltet wurden.

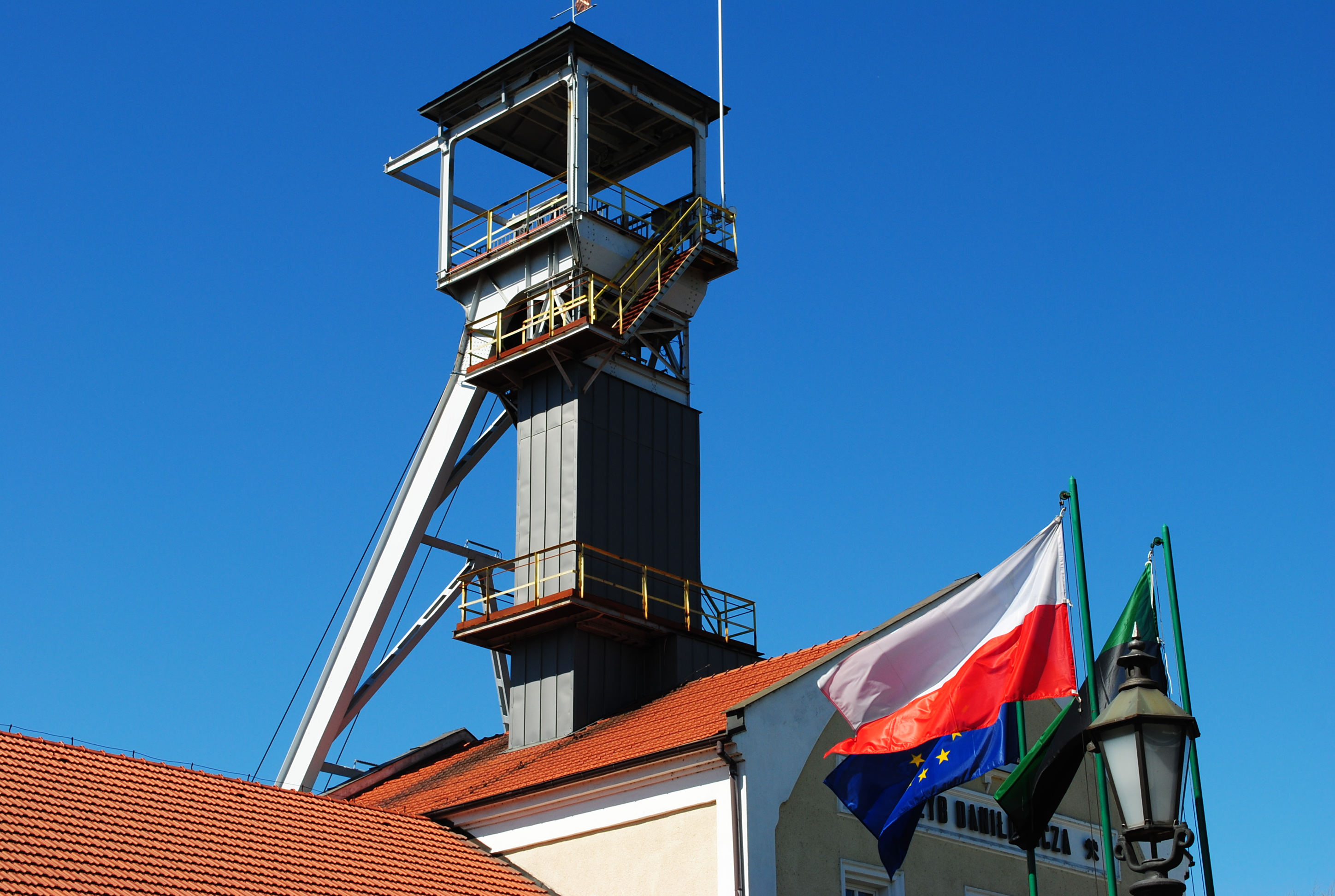
Salzbergwerk Wieliczka, Förderturm des Schachtes Daniłowicz

### Salzbergwerk Wieliczka

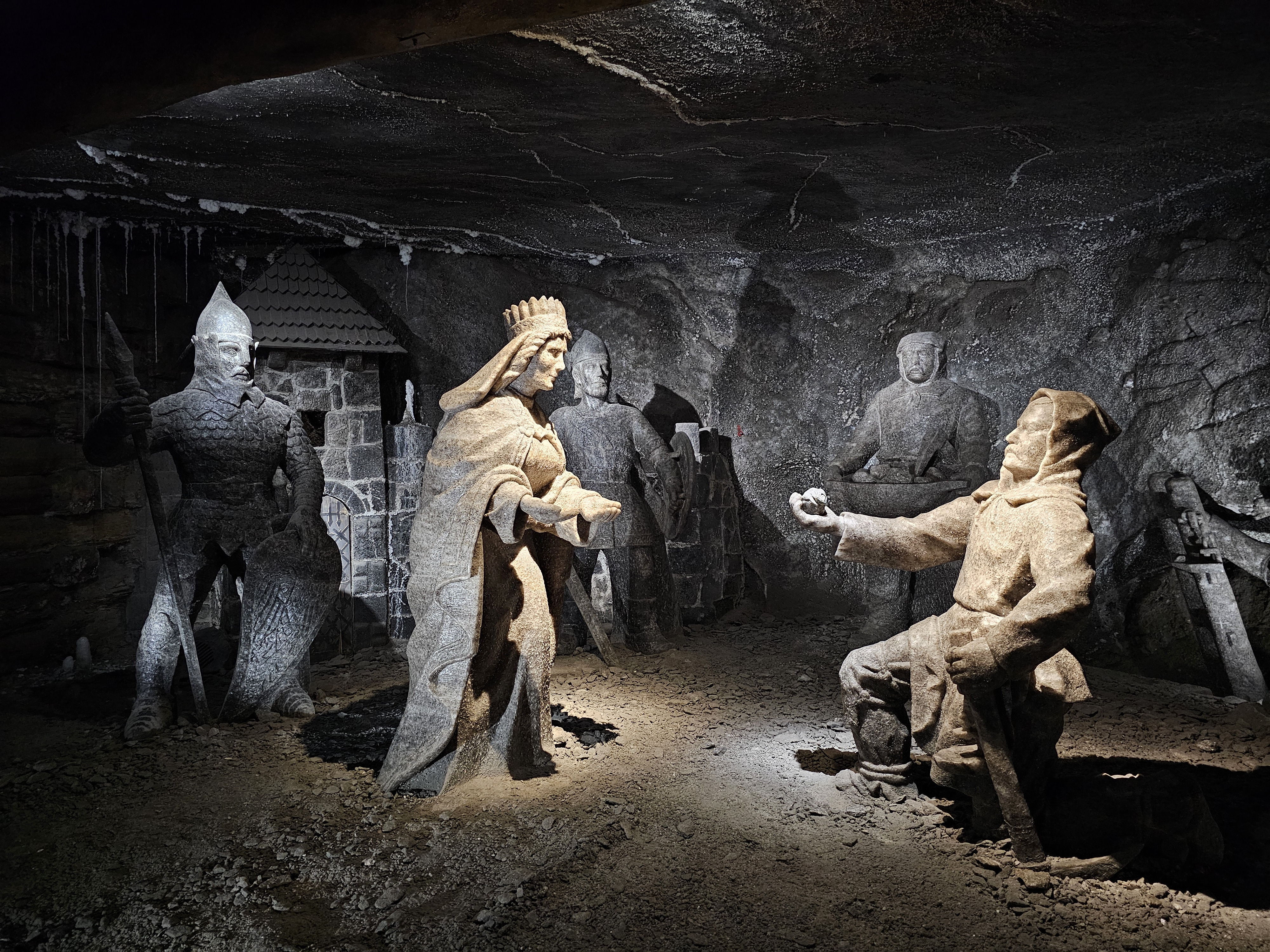
Aus Salzstatuen gestaltete Szene: Ein Bergarbeiter zeigt Kinga von Polen den Salzstein mit ihrem eingeschlossenen Ring.

Im Salzbergwerk Wieliczka wurde seit Ende des 13. Jahrhunderts Steinsalz abgebaut. Die Gesamtlänge der Stollen, in denen sich Brunnen, labyrinthartige Gänge, größere Kammern und aus Salz geschnittene Kapellen mit Altären, Kanzeln und Statuen befinden, beträgt etwa 300 Kilometer und verbindet mehr als 2000 Abbaukammern auf neun Ebenen. Die Mine erstreckt sich auf einer Länge von 5 km nach Osten und Westen und 1 km nach Norden und Süden und erreicht eine maximale Tiefe von 327 m unter der Erdoberfläche. Im Laufe der Jahrhunderte haben die Bergleute eine Tradition entwickelt, Skulpturen aus dem Steinsalzvorkommen zu schnitzen. Infolgedessen enthält die Mine komplette unterirdische Kirchen, Altäre, Flachreliefs und Dutzende von lebensgroßen Statuen. Es beherbergt auch ein unterirdisches Museum und verfügt über eine Reihe von Sonderkammern, wie beispielsweise ein Sanatorium für Menschen mit Atemwegserkrankungen. Die größte der Kapellen, die Hl.-Kinga-Kapelle, befindet sich 101 m unter der Oberfläche; sie ist über 50 m lang, 15 m breit und 12 m hoch. Der große unterirdische See ist bereits seit dem 15. Jahrhundert für Besucher zugänglich.

### Salzbergwerk Bochnia

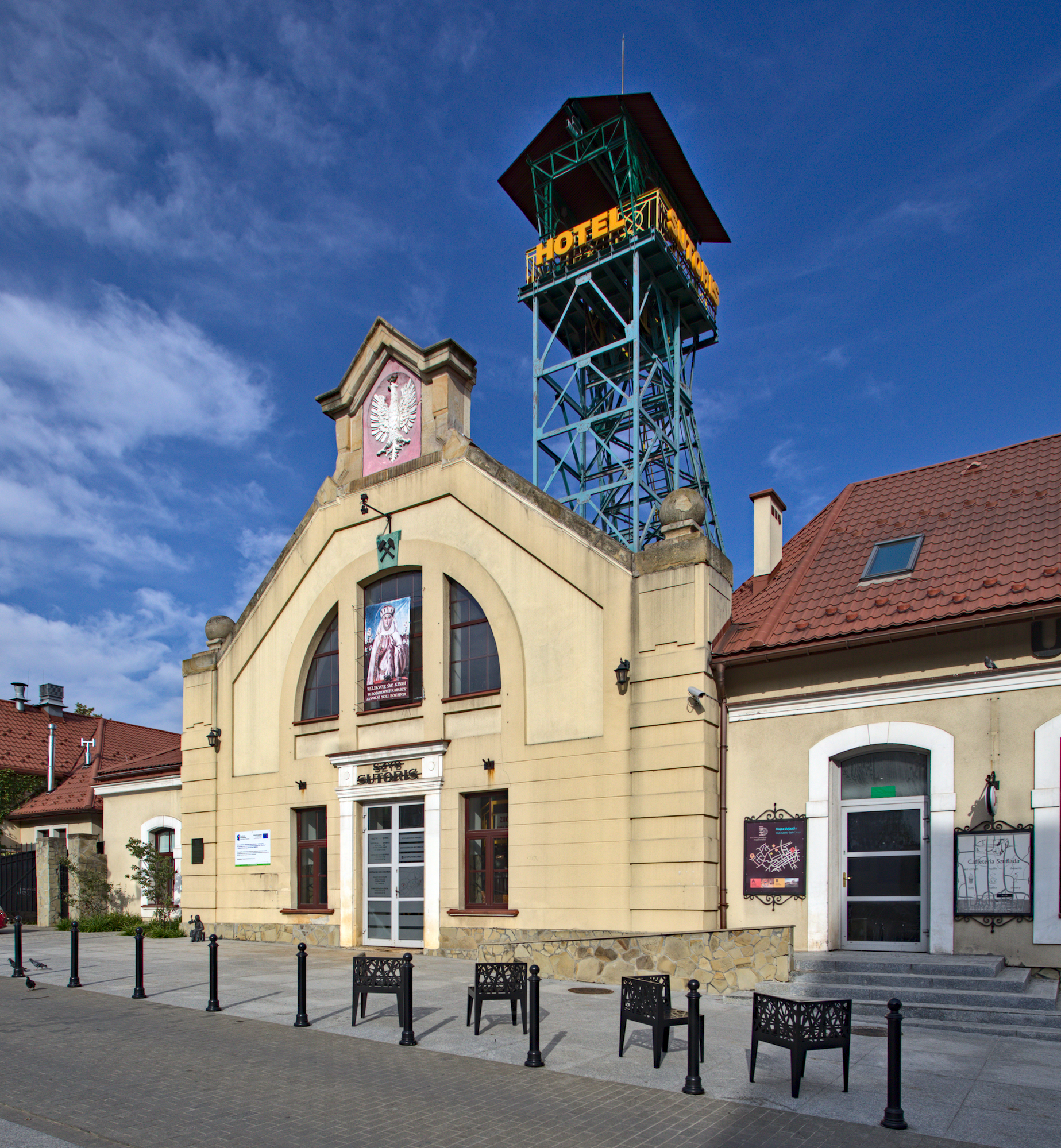
Förderturm des Salzbergwerks Bochnia

Das Salzbergwerk Bochnia liegt rund zwanzig Kilometer östlich der Wieliczka-Minen. Wie bei Wieliczka bestehen die Bochnia-Minen aus einem unterirdischen Komplex aus Stollen, Kammern und Schächten. Die Tiefe der Sohlen reicht von 70 m (Ebene 1) bis 261 m (Ebene 8). Das Stollensystem hat eine Länge von 3,6 km und eine Breite von 700 m und orientiert sich entlang einer ostwestlichen Achse.
Die räumliche Gliederung der einzelnen Ebenen ist charakteristisch für den Bergbau des 18. und 19. Jahrhunderts. Die Ebenen umfassen einen zentralen Stollen entlang des Salzflözes und seitliche Stollen im Abstand von ca. 40 m. Die empfindlichsten Stollen wurden durch Zimmerungen geschützt. Die Kammern, von denen einige von beeindruckender Größe sind, haben aus Stabilitätsgründen die Form von Spitzbögen. Einige von ihnen wurden zu unterirdischen Kapellen umgebaut, die wichtigsten sind die Passions-, die Kinga- und die Josephskapelle. Andere wurden zu Ställen, Geschäften, Werkstätten, Pulverlagern und ähnlichem oder zu Durchgängen zwischen den verschiedenen Ebenen verarbeitet.
Seit der Abbau 1964 eingestellt wurde, ist die Anlage nur noch durch zwei Schächte zugänglich. Der im Osten befindliche Sutoris-Schacht stammt aus dem 13. Jahrhundert. Er wurde in den 1830er Jahren auf Sohle 8 und später auf Sohle 9 verlängert. Der Campi-Schacht im Zentrum der Anlage aus dem 16. Jahrhundert erreichte bereits zu Beginn eine Tiefe von 300 m und wurde im 19. Jahrhundert bis zu einer Tiefe von 408 m ausgebaut. Der aus dem frühen 20. Jahrhundert stammende Trinitatis-Schacht liegt am Westrand der Anlage.
Das Bergwerk ist bereits seit dem 19. Jahrhundert für Besucher zugänglich, die Route führt heute zwei Kilometer durch die Stollen zwischen den Ebenen 3 und 6.
In den unterirdischen Stollen sind viele Zeugnisse der Bergbautechnik erhalten geblieben: Markierungen an den Steinsalzwänden, Werkzeuge, Wagen, Schienen, Rampen und anderes.

### Salzgrafenschloss Wieliczka

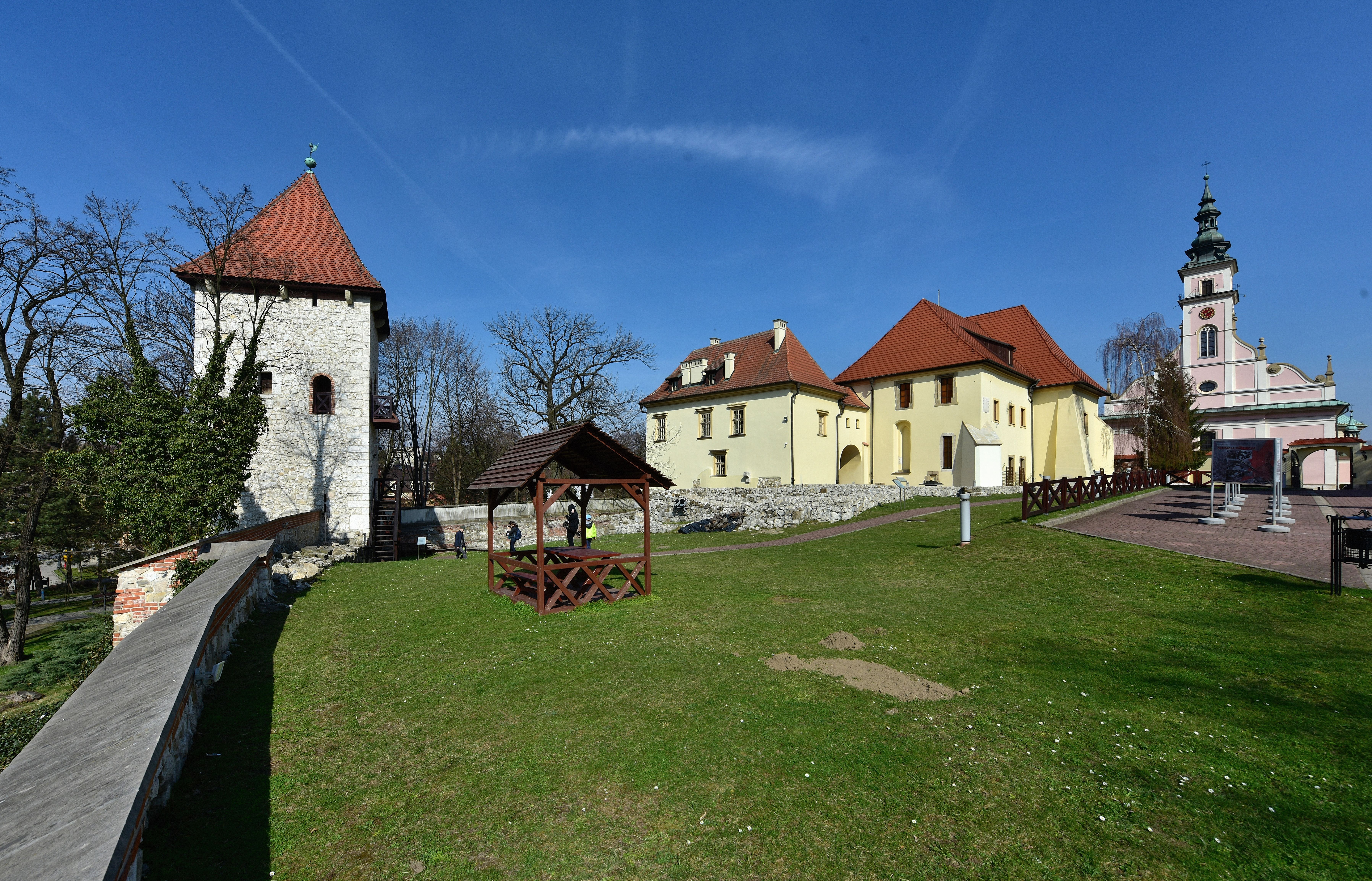
Salzgrafenschloss in Wieliczka

Das Salzgrafenschloss Wieliczka befindet sich auf einer Anhöhe im Nordwesten der gleichnamigen Stadt, oberhalb des Stollenfeldes. Die Errichtung der befestigten Anlage erfolgte zeitgleich mit dem Abbau des Salzes im Mittelalter. Es diente der Verwaltung des Bergbaus sowie für die Verpackung und Lagerung des Salzes. Von einigen Bauelementen sind heute nur noch Überreste vorhanden, während andere im Laufe der Zeit wieder aufgebaut und erweitert wurden, insbesondere nach Bombenangriffen im Zweiten Weltkrieg. Der Komplex umfasst folgende Bauten:
- das Hauptgebäude entstand im 13./14. Jahrhundert und ist der älteste Teil der befestigten Anlage. Es hat ein Obergeschoss, wurde im 17. Jahrhundert umgebaut und im 20. Jahrhundert restauriert
- das nördliche Salinenhaus ist in die Wehrmauern eingebaut. Es ist ein großes Gebäude mit einem Obergeschoss, stammt ursprünglich aus dem 14. und 15. Jahrhundert und wurde mehrfach renoviert und restauriert
- das Südgebäude aus dem 19. Jahrhundert ist aus Ziegelstein gebaut
- archäologische Spuren eines älteren Schachtes aus dem 13. Jahrhundert, der heute verfüllt ist
- der quadratische Turm im Nordwesten ist in die Wehrmauer integriert und stammt aus dem 14. Jahrhundert
- die Salinenkantine geht aufs 15. Jahrhundert zurück

## Eintragung als Weltkulturerbe
Das Salzbergwerk Wieliczka wurde 1978 mittels eines Beschlusses der zweiten Sitzung des Welterbekomitees zusammen mit der Altstadt von Krakau als erste Weltkulturerbestätte Polens in die Liste des UNESCO-Welterbes eingetragen. 2013 erfolgte die Erweiterung um das Salzbergwerk Bochnia und das Salzgrafenschloss Wieliczka. Die Welterbestätte umfasst eine Kernfläche von 1105 ha und eine Pufferfläche von 581 Hektar.
In der Begründung für die Eintragung heißt es unter anderem:

„Die Salzbergwerke Wieliczka und Bochnia befinden sich auf derselben geologischen Steinsalzlagerstätte in Südpolen. Sie lagen dicht beieinander und wurden vom 13. bis zum Ende des 20. Jahrhunderts parallel und kontinuierlich betrieben und bilden einen der frühesten und wichtigsten europäischen Industriebetriebe.“

Die Eintragung erfolgte aufgrund des Kriteriums (iv).

„(iv): Die Königlichen Salzminen Wieliczka und Bochnia veranschaulichen die historischen Entwicklungsstufen der Bergbautechnik vom 13. bis zum 20. Jahrhundert. Die Stollen, die unterirdischen Kammern, deren Anordnung und Dekoration die sozialen und religiösen Traditionen der Bergleute widerspiegeln, die Werkzeuge und Maschinen, und das Salinenschloss, welches den Betrieb verwaltete, liefern ein hervorragendes Zeugnis des soziotechnischen Systems, das mit dem untertägigen Abbau von Steinsalz verbunden war.“